# Krokava
Krokava este o comună slovacă, aflată în districtul Rimavská Sobota din regiunea Banská Bystrica, pe malul râului Q13425580⁠(d). Localitatea se află la altitudinea de 787 m deasupra n.m., se întinde pe o suprafață de 10,4 km2 și în 2017 număra 27 de locuitori.

## Istoric
Localitatea Krokava este atestată documentar din 1427.

## Demografie
| An:                | 1994 | 2004   | 2014    | 2024    |
| ------------------ | ---- | ------ | ------- | ------- |
| Număr de persoane: | 35   | 34     | 29      | 18      |
| Diferență:         |      | −2,85% | −14,70% | −37,93% |

| An:                | 2023 | 2024 |
| ------------------ | ---- | ---- |
| Număr de persoane: | 18   | 18   |
| Diferență:         |      | +0%  |